# Józsa Bettina
Józsa Bettina (Miskolc, 1992. október 27. –) magyar színésznő.

## Életpályája
2011-ben érettségizett a helyi Zrínyi Ilona Gimnáziumban. 2011–2014 között a Pesti Magyar Színiakadémia tanulója volt. 2014–2019 között a Színház- és Filmművészeti Egyetem hallgatója volt, zenés színész szakon. 2019–2020-ban szabadúszó volt, majd 2020-tól az Örkény Színház tagja.

### Magánélete
Férje Tasnádi Bence színművész.

## Filmes és televíziós szerepei
- Egy másik életben (2019)
- Alvilág (2019)
- Korhatáros szerelem (2018)
- Tóth János (2017)
- #Sohavégetnemérős (2016)
- Így vagy tökéletes (2021)
- Drága örökösök – A visszatérés (2022, 2023)
- Mellékhatás (2023)
- Itt érzem magam otthon (2025)

## Díjai, elismerései
- Pünkösti Andor-díj (2021)[8]
- Pethes–Agárdi-díj (2023)